# Cvetni prah (čebelarstvo)
Cvetni prah  so moške oplojevalne celice cvetočih rastlin. Za čebele je cvetni prah edini izvor beljakovin, poleg medu in vode pa njihova glavna hrana. Vsak cvetni prah je edinstven, je nekakšen prstni odtis rastline in značilen za eno samo vrsto cveta. Prašnik, ki ga sestavlja pecelj, je na zgornjem koncu razširjen v prašnico, ki jo sestavljajo štiri podolgovate pelodne vrečke, v katerih nastaja cvetni prah. Ko prašnica popolnoma dozori, se odpre in sprosti se na milijone pelodnih zrnc. Vsako zrnce je biološka celota, ki vsebuje vse kar je potrebno za življenje (beljakovine, AK, sladkorje, ...). Zrnca cvetnega prahu različnih rastlinskih vrst so različnih oblik, barv in velikosti.Različno je tudi število zrnc cvetnega prahu, ki jih vsebuje cvet ene rastline. Način prenašanja je odvisen od velikosti, zato je to zelo pomembna značilnost.
Razlikujemo dve skupini pelodnih zrnc:
- pelodna zrnca vetrocvetk (anemofilna) in
- pelodna zrnca žužkocvetk (entomofilna).

Anemofilna so drobnejša, lažja in suha, prenaša jih veter (spomladi v ozračju mrgolijo velike količine pelodnih zrnc, ki pri nekaterih ljudeh povzročajo alergične reakcije-seneni nahod). Entomofilna zrnca pa so hrapava in lepljiva, med seboj se sprijemajo in obešajo na žuželke, ki oprašujejo cvetove. Največ dela pri oploditvi rastlin opravijo prav čebele.

### Kako čebele nabirajo cvetni prah
Čebela na enem poletu obiskuje praviloma samo eno vrsto cvetov in zbira torej samo eno vrsto cvetnega prahu. Ko čebela sede na cvet, jo popraši množica pelodnih zrnc. Telo ima pokrito z drobnimi puhastimi dlačicami, na katere se ujamejo zrnca cvetnega prahu. Med letom se čebela čisti in spravi ves pelod proti spodnjemu delu trebuha oz. do zadnjih nog, kjer ima posebno napravo(košek in ščetko) za zbiranje cvetnega prahu.
Nabrani cvetni prah vlaži s slino, z medičino, nabrano na istem cvetu ali z medom iz svojega mednega želodčka. Med vsakim letom prenese 7 do 24 miligramov cvetnega prahu v panj, nato ga omete v celice satja, mlajše čebele v panju, ki še ne izletavajo, pa ga z glavo tlačijo, da ga spravijo v celice čim več, obenem pa s tem tudi iztisnejo zrak. Celice napolnijo le do dveh tretjin, nato pelod pokrijejo z medom, da se ne pokvari. Cvetni prah je glavna hrana za zarod ličink, iz katerega se razvije nov roj.

### Sestava cvetnega prahu
Kadar govorimo o sestavi cvetnega prahu, moramo upoštevati razlike med posameznimi vrstami peloda. Količina posameznih sestavin je odvisna od vrste rastlin oz. cvetov.
Poleg beljakovin vsebuje tudi veliko prostih aminokislin, in sicer odkrili so kar 20 do 22 naravnih aminokislin, od tega osem za človeka nujno potrebnih. Ugotovili so, da vsebuje 100 g cvetnega prahu toliko aminokislin kot 500 g govedine ali 7 jajc, in da torej 30 g peloda popolnoma zadostuje za pokrivanje dnevne potrebe po esencialnih beljakovinah pri odraslem človeku. Med aminoksilinami, ki jih vsebuje cvetni prah, so najpomembnejše arginin, histidin,  izolevcin, levcin,  lizin ter metionin.Cvetni prah vsebuje tudi vodo in ogljikove hidrate (enostavna sladkorja glukoza in fruktoza ter laktoza), katerih vsebnost se giblje med 35 in 40%. Maščob je v cvetnem prahu povprečno okoli 5 % (pri nekaterih vrstah presega tudi 20%). Te maščobe vsebujejo velik delež nenasičenih maščobnih kislin, ki vplivajo na raven holesterola v krvi. Poleg tega so v cvetnem prahu vsi vitamini, ki jih potrebuje človeški organizem, zlasti vitamini skupine B, vitamini A, C, biotin in E, bioflavonoidi, rudninske snovi in elementi v sledeh ter različne druge snovi,  kot so encimi, antibiotične snovi, snov, ki spodbuja rast in rutin, ki krepi stene drobnih krvnih žilic, kapilar.

### Pridobivanje
Brez škode za razvoj čebelje družine lahko čebelarji odvzamejo približno 10% cvetnega prahu, ki ga je nabrala družina v sezoni. Čebelar namesti ob vhodu v panj posebno pripravo z majhnimi odprtinami, osmukalnik, skozi katere morajo zlesti čebele. Med prehodom odpade z njih približno 60% cvetnega prahu, ki ga nosijo. Ta prah pada skozi kovinsko mrežico v posodo za zbiranje peloda. Tak cvetni prah se imenuje osmukanec. Lahko cvetni prah pridobivamo tudi z izkopavanjem iz satnih celic ali v satju.
Vrste cvetnega prahu in njihova uporaba v zdravilstvu: 
- CVETNI PRAH CITRUSOV: primeren je za pomirjanje živčevja, velja pa tudi za dobro poživilo in sredstvo za odpravljanje črevesnih zajedavcev.
- KOSTANJEV: učinkovito pomaga proti krčnim žilam, povečuje število rdečih krvničk v krvi ter zmanjšuje naval krvi v jetra in prostato.
- EVKALIPTOV: razkužuje in spodbuja izločanje sluzi. Učinkovito pomaga pri prehladu, bronhitisu in povečani telesni temperaturi. Pripisujejo mu antibakterijske lastnost, vpliva na delovaje želodca in pomaga pri razstrupljanju dihal
- SIVKIN: spodbuja odvajanje vode, pomirja in povečuje tek
- TIMIJANOV: razkužuje in olajšuje izkašljevanje, učinkovito spodbuja krvni obtok in ugodno vpliva na umsko dejavnost.
- AJDOV: sodi med najpomembnejše vrste peloda, zaradi zdravilnih lastnosti, ki mu jih pripisujejo. Vsebuje rutin, snov iz skupine bioflavonoidov, ki krepi celične stene in stene krvnih žilic, in s tem pomaga pri preprečevanju možganskih krvavitev in srčnih napadov
- MAKOV: pomaga pri nespečnosti in nervozah.

### Delovanje
Nekateri znanstveniki trdijo, da cvetni prah zaradi velike količine beljakovin in vitaminov uspešno blaži abstinenčne težave pri odvisnikih od alkoholnih pijač.
Francoski zdravnik Chauvin je proučeval delovanje peloda in ugotovil:
- Cvetni prah ureja delovanje črevesja, trdovratne driske se hitro ustavijo
- Pri slabokrvnih otrocih je s pelodom dosegel povečanje krvnega barvila hemoglobina in zaznavno zboljšanje celotnega počutja
- Ostareli in prebolevniki so naglo pridobili na teži in povrnile so se jim moči
- Cvetni prah vzbuja apetit
- Pelod izboljšuje razpoloženje, živčnost in razdražljivost popustita
- Olajšuje duševno delo, učinkuje bolj počasi, trajneje drži in nima škodljivih posledic
- Zboljšuje prekrvitev možganov.Podobno je dokazal tudi ruski raziskovalec Deviatrein
- Pospešuje rast in zboljšuje vid.
- Učinkuje proti izpadanju las, ker je v pelodu aminokislina cistin, ki vsebuje žveplo.
- Pomaga bolnikom z obolelo prostato.Švedski zdravnik Upmark je napravil nekaj poskusov zdravljenja akutnega vnetja obsečnice s pelodom.Poleg standardnih metod zdravljenja je dajal pelod v obliki dražejev 6 na dan.Vnetje je pojenjalo veliko prej kot samo s standardnim zdravljenjem.
- Deluje protivnetno

Protivnetno delovanje
Protivnetno delovanje cvetnega prahu je morda manj znano, kot nekateri drugi učinki, vendar so v študiji na Univerzi Gifu (Japonska) dokazali tudi to. Študija je bila izvedena na podganah. Podganam so injicirali snov, ki je povzročila vnetje (karagenan). Nato so podgane dobile cvetni prah v različnih oblikah: suh cvetni prah, vodno raztopino, etanolno raztopino, kontrolna skupina podgran pa ni dobila nič. V času 5 ur so večkrat izmerili velikost otekline. Medtem, ko je bil suh cvetni prah slabo učinkovit in vodna raztopina skoraj nič, pa je etanolna raztopina pokazala močan učinek na zaviranje vnetja. Izkazalo se je da etanolna raztopina cvetnega prahu močno zavira delovanje COX-2 (encim, ki je odgovoren za vnetje).

### Alergije in kontraindikacije
Spomladi, ko v ozračju mrgoli množica različnih vrst cvetnega prahu, ki jih vdihavamo, nekatere ljudi prizadenejo bolj ali manj resne alergične težave. Ta cvetni prah lebdi v zraku in ga nosi veter, ga ne nabirajo čebele, nima hranilnih snovi, zanj pa je značilna visoka alergenost. Ko namreč govorimo o cvetnem prahu v apiterapiji, mislimo na entomofilni cvetni prah, ki ga nabirajo čebele.
Eden najpogostejših znakov preobčutljivosti je alergijski rinitis (seneni nahod ). Znaki so podobni hudemu nahodu: draženje nosu, solzenje in kihanje. Nekateri ljudje imajo hude glavobole, kašljajo, težko dihajo in postanejo razdražljivi. Očesne veznice se vnamejo in pordijo, sluznica nosu oteče, zaradi česar se nos zamaši in pojavi se izcedek.
Pri nekaterih ljudeh se pojavijo znaki alergije tudi pri uživanju cvetnega prahu. Takšni primeri so sicer redki, uživanje peloda moramo takoj prekiniti.
Pogostejše so težave pri prebavljanju cvetnega prahu. Zrnca cvetnega prahu varuje zelo odporna ovojnica, ki jo želodčni sokovi težko načnejo.
Uživanje cvetnega prahu je potrebno omejiti ali celo opustiti pri motnjah delovanja ledvic, saj predstavlja izločanje nekaterih smol v varovalni kožici peloda dodaten napor za ledvice.

### Druga uporaba
Cvetni prah je učinkovito sredstvo za pomlajevanje kože, saj vsebuje znatne količine nukleinskih kislin, ki dobro prodrejo v kožo, vitamine in rudninske snovi.

### Terapija s cvetnim prahom
Najbolj je priporočljiva spomladi ali ob menjavi letnih časov. Začnemo z eno kavno žličko na tešče, organizem navajamo en teden, nato povečamo odmerek na 15 g (ena jedilna žlica). Čez dva tedna lahko preidemo na dva dnevna odmerka po 15 g. Če hočemo doseči želene učinke nadaljujemo tako vsaj en mesec. Priporočljivo je, da terapijo ponovimo nekajkrat na leto, ob menjavi letnega časa, in tako poskrbimo za svoje zdravje.